# Sierra de la Sal
Sierra de la Sal är en ås i Spanien.   Den ligger i provinsen Provincia de Cádiz och regionen Andalusien, i den södra delen av landet, 500 km söder om huvudstaden Madrid. Sierra de la Sal ligger vid sjön Pantano de Guadalcacín.